# Gabriella Papadakis
Gabriella Papadakis (ur. 10 maja 1995 w Clermont-Ferrand) – francuska łyżwiarka figurowa, startująca w parach tanecznych z Guillaume Cizeronem. Mistrzyni olimpijska z Pekinu (2022) i wicemistrzyni olimpijska z Pjongczangu (2018), 5-krotna mistrzyni świata (2015, 2016, 2018, 2019, 2022), 5-krotna mistrzyni Europy (2015–2019) i medalistka finału Grand Prix (zwycięstwo w 2017, 2019) oraz 5-krotna mistrzyni Francji (2015–2019).
Po zmianie przepisów w punktacji zawodów łyżwiarskich w 2018 roku, do Papadakis i Cizerona należą trzy historyczne rekordy świata (GOE±3) par tanecznych w kategorii seniorów: za taniec krótki (83,73 pkt), taniec dowolny (123,47 pkt) i notę łączną (207,20 pkt).

## Życie prywatne
Papadakis jest córką Catherine, trenerki łyżwiarstwa oraz Emmanuela, ze strony którego ma pochodzenie greckie. W 2014 r. przeprowadziła się do Montrealu w Kanadzie, aby kontynuować treningi łyżwiarskie.

## Kariera

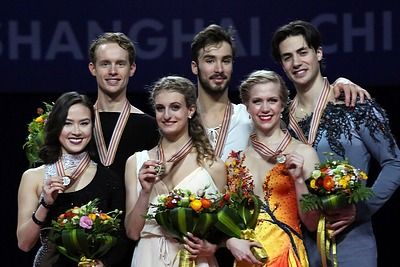
Pierwszy tytuł mistrzów świata (2015)

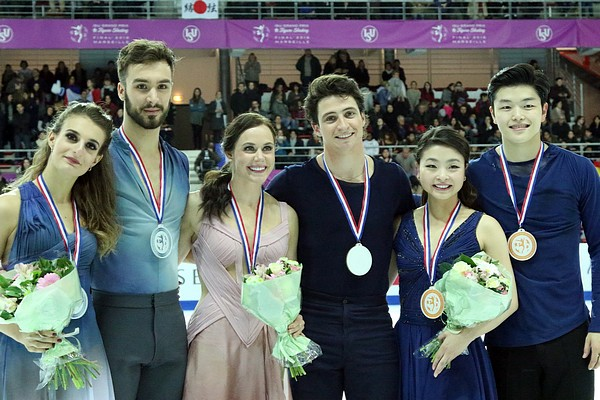
Finał Grand Prix 2016

Kariera francuskiej pary nabrała rozpędu w 2014 r. po przeniesieniu bazy treningowej do Montrealu, gdzie oprócz kontynuowania treningów z głównym trenerem Romainem Haguenauerem rozpoczęli współpracę z Kanadyjczykami Marie-France Dubreuil i Patrice Lauzonem.
W sezonie 2014/2015 na stałe zameldowali się w czołówce par tanecznych wygrywając zawody Skate Canada Autumn Classic 2014 oraz dwa zawody z cyklu Grand Prix: Cup of China i Trophée Éric Bompard. W finale Grand Prix zdobyli brązowy medal przegrywając z Kanadyjczykami Weaver / Poje i Amerykanami Chock / Bates. Następnie zdobyli pierwszy tytuł mistrzów Francji, mistrzów Europy i mistrzów świata. 
W sezonie 2015/2016 byli zmuszeni na wycofanie się z zawodów Grand Prix z powodu kontuzji Gabrielli, której nabawiła się w trakcie upadku na treningu. Po powrocie do startów zdobyli drugi tytuł mistrzów Francji, mistrzów Europy i mistrzów świata.
W sezonie 2016/2017 do startów w zawodach wrócili ich najwięksi rywale – kanadyjska para Tessa Virtue / Scott Moir, która dołączyła do ich bazy treningowej i rozpoczęła przygotowania z tymi samymi trenerami. To przerwało dwuletnią dominację Francuzów na arenie międzynarodowej, gdyż przegrali z Kanadyjczykami zarówno finał Grand Prix w rodzimej Marsylii, jak i mistrzostwo świata 2017. Z kolei podczas mistrzostw Europy Francuzi zdobyli trzeci tytuł mistrzowski z rzędu.

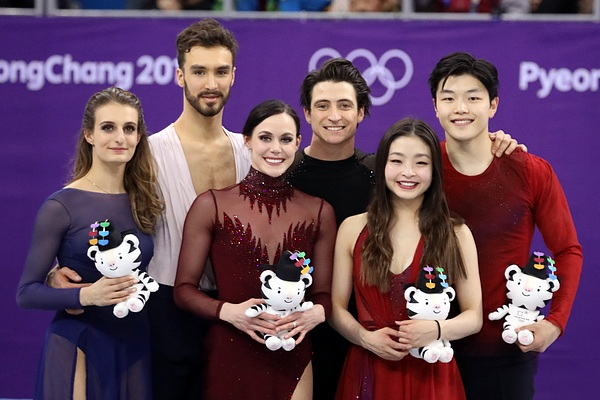
Wicemistrzostwo olimpijskie (2018)

Sezon olimpijski rozpoczął się dla duetu Papadakis i Cizeron od zwycięstw w konkursach Grand Prix. Podczas Cup of China 2017, jako pierwsza para taneczna w historii przekroczyli 200 pkt w nocie łącznej, osiągając 200,43 pkt Następnie podczas Internationaux de France 2017 ustanowili nowe rekordy życiowe: w tańcu krótkim 81,40, w tańcu dowolnym 120,58 oraz w nocie łącznej 201,98 pkt, jednocześnie dwa ostatnie rezultaty stały się nowymi rekordami świata. Podczas finału Grand Prix 2018 pokonali kanadyjski duet Virtue / Moir o 2,3 pkt i zdobyli pierwszy złoty medal tego turnieju z notą łączną 202,16 pkt.
W styczniu 2018 roku Papadakis i Cizeron zdobyli czwarty z rzędu tytuł mistrzów Europy z przewagą 16,03 pkt przewagi nad rosyjską parą Jekatierina Bobrowa / Dmitrij Sołowjow. Zostali przy tym drugą parą taneczną w historii, po duecie Marina Klimowa / Siergiej Ponomarienko, która dokonała tego w latach 1989–92.
Przed igrzyskami olimpijskimi w Pjongczangu byli wymieniani obok kanadyjskiej pary Tessa Virtue / Scott Moir jako główni kandydaci do złotego medalu. Przewagi Francuzów upatrywano w ich tańcu dowolnym do Sonaty Księżycowej Beethovena, który był wysoko oceniany przez sędziów w trakcie całego sezonu. Ich olimpijski debiut rozpoczął taniec krótki do utworów Eda Sheerana. Podczas tańca uszkodzeniu uległ kostium Gabrielli, która kontynuowała występ pomimo rozpiętego topu. Po tańcu krótkim Papadakis i Cizeron zajmowali drugie miejsca za Virtue i Moirem przegrywając o 1,74 pkt 20 lutego Papadakis i Cizeron wygrali segment tańca dowolnego z notą 123,35 pkt bijąc przy tym rekord świata zarówno w tańcu dowolnym, jak i nocie łącznej z 205,28 pkt. Kilka minut później Virtue i Moir obronili pierwsze miejsce i pobili rekord świata Papadakis i Cizerona w nocie łącznej o 0,79 pkt. Papadakis i Cizeron zostali wicemistrzami olimpijskimi. Obydwoje byli chorążymi reprezentacji Francji podczas ceremonii zakończenia igrzysk. Pod nieobecność mistrzów olimpijskich, Papadakis i Cizeron zdobyli złoty medal na kończących sezon olimpijski, mistrzostwach świata 2018 w Mediolanie. Pierwszego dnia zawodów ustanowili nowy rekord świata w tańcu krótkim 83,73 pkt, zaś kolejnego dnia pobili rekord świata w nocie łącznej i zdobyli trzeci tytuł.

## Osiągnięcia
Z Guillaume Cizeronem
| Zawody                                | 08–09          | 09–10          | 10–11          | 11–12          | 12–13          | 13–14          | 14–15          | 15–16          | 16–17          | 17–18          | 18–19          | 19–20          | 20–21          | 21–22          |                |                |                |
| Międzynarodowe                        | Międzynarodowe | Międzynarodowe | Międzynarodowe | Międzynarodowe | Międzynarodowe | Międzynarodowe | Międzynarodowe | Międzynarodowe | Międzynarodowe | Międzynarodowe | Międzynarodowe | Międzynarodowe | Międzynarodowe | Międzynarodowe | Międzynarodowe | Międzynarodowe | Międzynarodowe |
| ------------------------------------- | -------------- | -------------- | -------------- | -------------- | -------------- | -------------- | -------------- | -------------- | -------------- | -------------- | -------------- | -------------- | -------------- | -------------- | -------------- | -------------- | -------------- |
| Zimowe igrzyska olimpijskie           |                |                |                |                |                |                |                |                |                | 2              |                |                |                | 1              |                |                |                |
| Mistrzostwa świata                    |                |                |                |                |                | 13             | 1              | 1              | 2              | 1              | 1              | C              | WD             | 1              |                |                |                |
| Mistrzostwa Europy                    |                |                |                |                |                | 15             | 1              | 1              | 1              | 1              | 1              | 2              |                |                |                |                |                |
| GP Finał Grand Prix                   |                |                |                |                |                |                | 3              |                | 2              | 1              |                | 1              |                |                |                |                |                |
| GP Cup of China                       |                |                |                |                |                |                | 1              |                |                | 1              |                |                |                | C              |                |                |                |
| GP NHK Trophy                         |                |                |                |                |                |                |                | WD             | 2              |                | WD             | 1              |                |                |                |                |                |
| GP Rostelecom Cup                     |                |                |                |                |                | 7              |                |                |                |                |                |                |                |                |                |                |                |
| GP Internationaux de France           |                |                |                |                |                | 5              | 1              | WD             | 1              | 1              | 1              | 1              | C              | 1              |                |                |                |
| GP Gran Premio d’Italia               |                |                |                |                |                |                |                |                |                |                |                |                |                | 1              |                |                |                |
| CS Autumn Classic International       |                |                |                |                |                |                | 1              |                |                |                |                |                |                | WD             |                |                |                |
| CS Finlandia Trophy                   |                |                |                |                |                |                |                |                |                | 1              |                |                |                | 1              |                |                |                |
| CS Golden Spin Zagrzeb                |                |                |                |                |                | 4              |                |                |                |                |                |                |                |                |                |                |                |
| Cup of Nice                           |                |                |                |                |                | 1              |                |                |                |                |                |                |                |                |                |                |                |
| Międzynarodowe: Kategorie młodzieżowe |                |                |                |                |                |                |                |                |                |                |                |                |                |                |                |                |                |
| Mistrzostwa świata juniorów           |                | 22             | 12             | 5              | 2              |                |                |                |                |                |                |                |                |                |                |                |                |
| JGP Finał                             |                |                |                |                | 2              |                |                |                |                |                |                |                |                |                |                |                |                |
| JGP w Austrii                         |                |                | 3              |                | 1              |                |                |                |                |                |                |                |                |                |                |                |                |
| JGP w Estonii                         |                |                |                | 4              |                |                |                |                |                |                |                |                |                |                |                |                |                |
| JGP we Francji                        |                |                | 4              |                | 1              |                |                |                |                |                |                |                |                |                |                |                |                |
| JGP w Polsce                          |                |                |                | 4              |                |                |                |                |                |                |                |                |                |                |                |                |                |
| JGP w Stanach Zjednoczonych           |                | 15             |                |                |                |                |                |                |                |                |                |                |                |                |                |                |                |
| NRW Trophy                            |                |                |                |                | 2 J            |                |                |                |                |                |                |                |                |                |                |                |                |
| Trophy of Lyon                        |                |                | 1 J            | 1 J            | 1 J            |                |                |                |                |                |                |                |                |                |                |                |                |
| Santa Claus Cup                       | 3 N            |                |                | 2 J            |                |                |                |                |                |                |                |                |                |                |                |                |                |
| Krajowe                               |                |                |                |                |                |                |                |                |                |                |                |                |                |                |                |                |                |
| Mistrzostwa Francji                   |                |                |                |                |                | 2              | 1              | 1              | 1              | 1              | 1              | 1              | WD             |                |                |                |                |
| Master's de Patinage                  |                |                | 1 J            | 1 J            | 1 J            | 3              | 1              |                | 1              | 1              |                | 1              |                |                |                |                |                |
| Zawody drużynowe                      |                |                |                |                |                |                |                |                |                |                |                |                |                |                |                |                |                |
| World Team Trophy                     |                |                |                |                |                |                | 6 T 2 P        |                |                |                | 4 T 1 P        |                |                |                |                |                |                |

## Programy

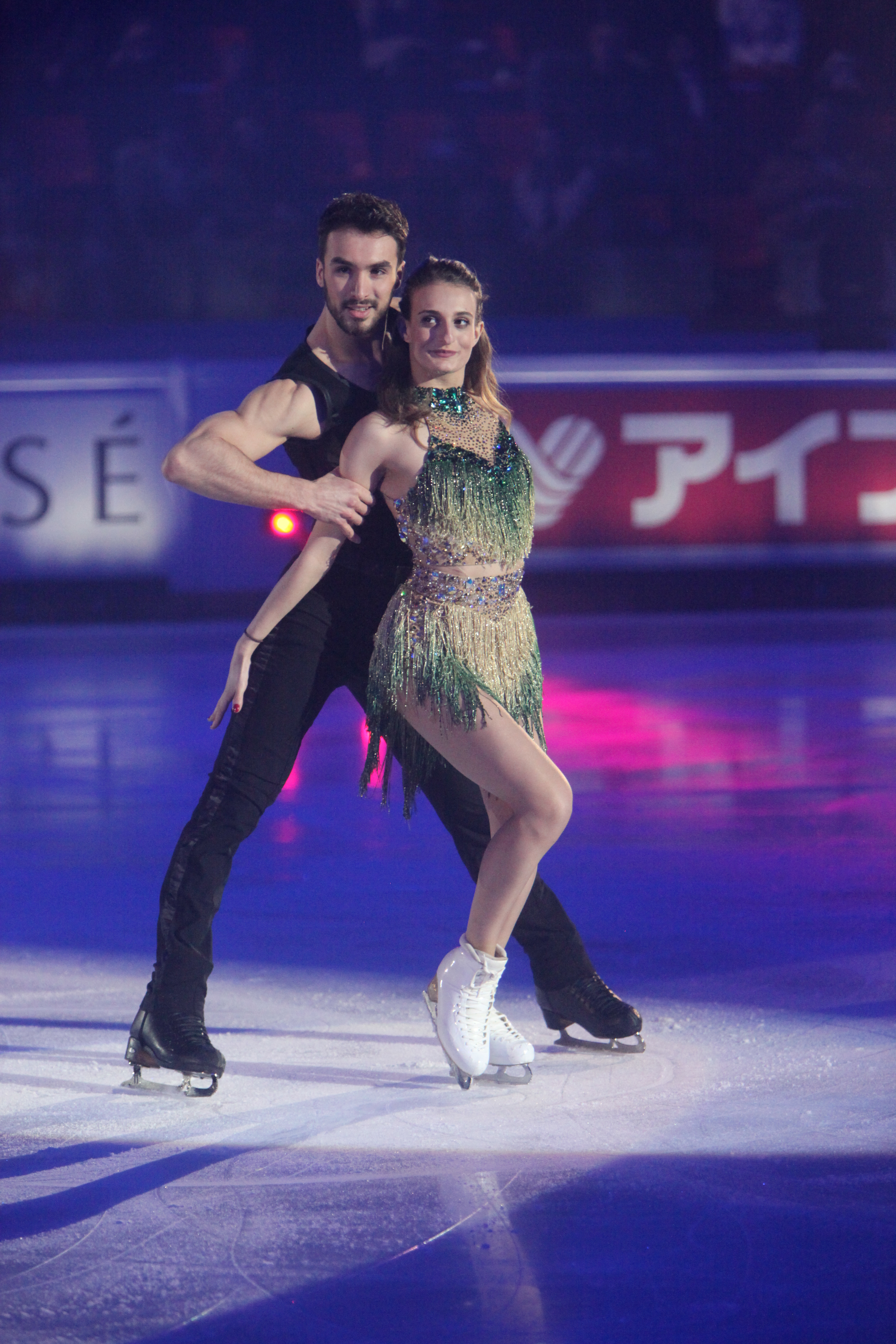
Program Shape of You / Thinking Out Loud na gali Internationaux de France 2018

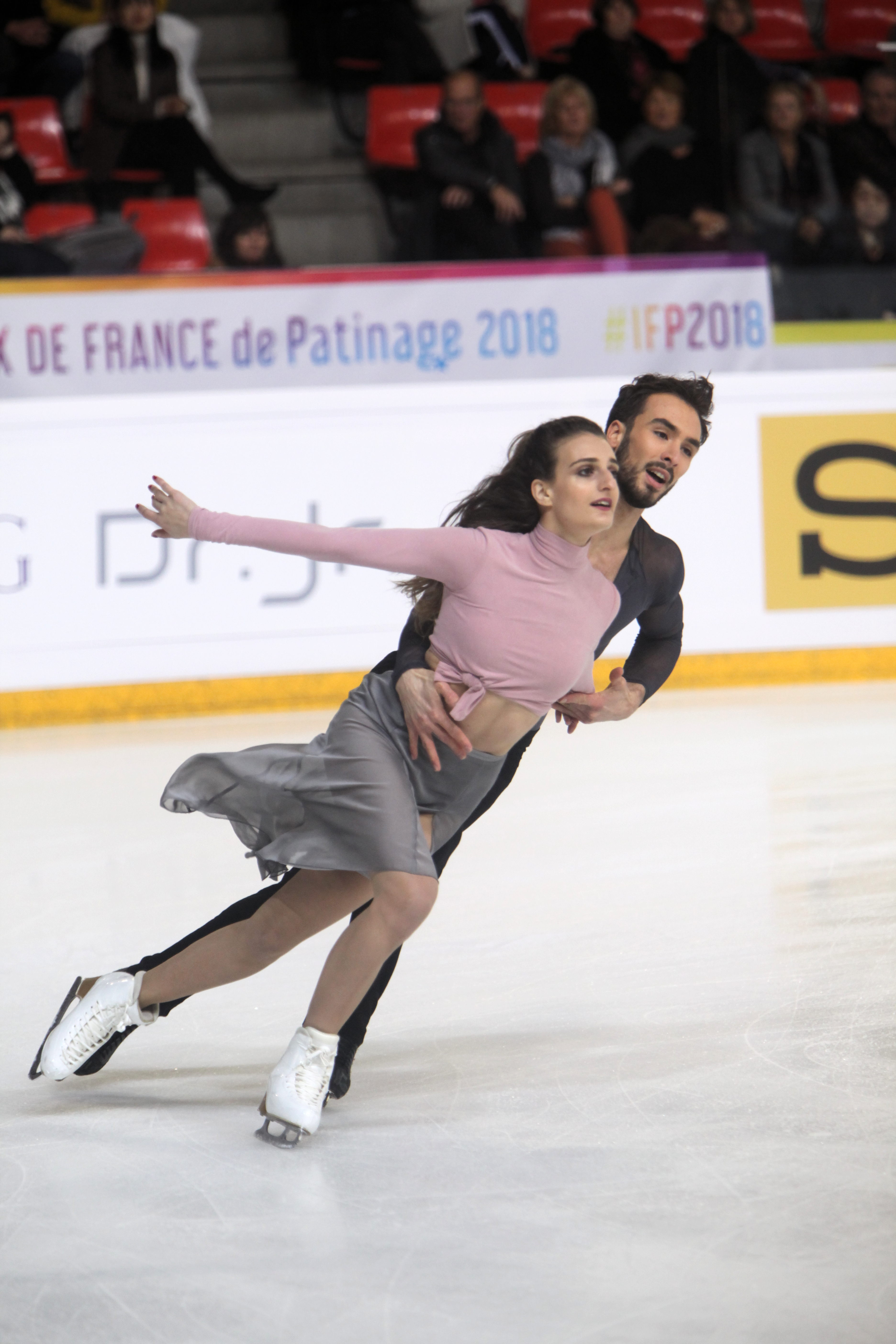
Taniec dowolny Duet / Sunday Afternoon na Internationaux de France 2018

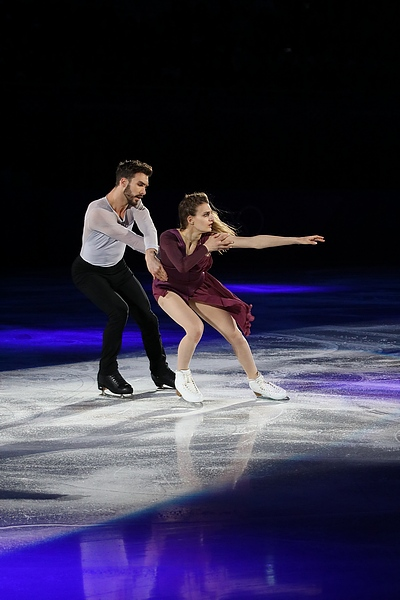
Program Gravity na gali ZIO 2018

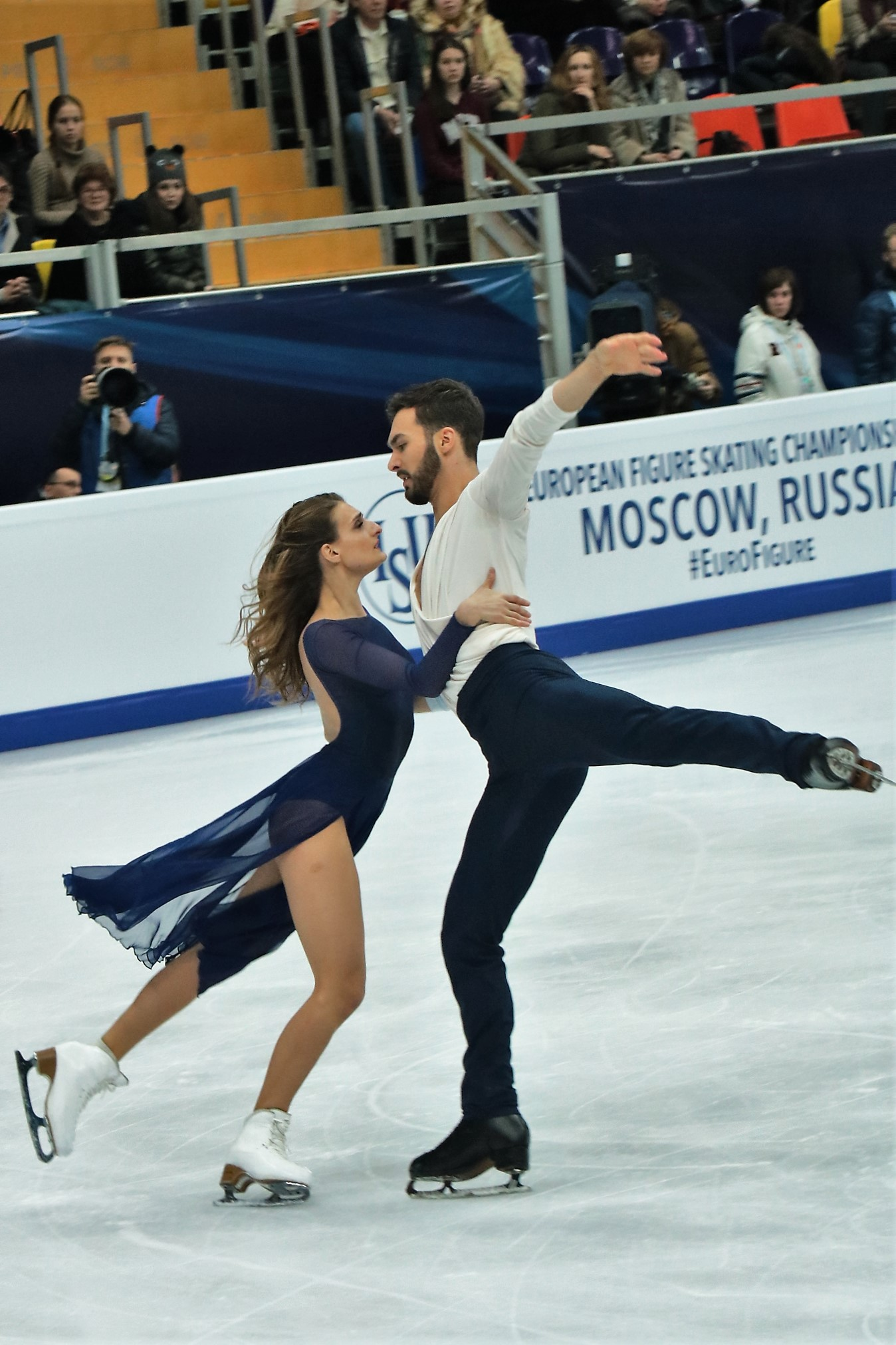
Taniec dowolny Moonlight Sonata na mistrzostwach Europy 2018

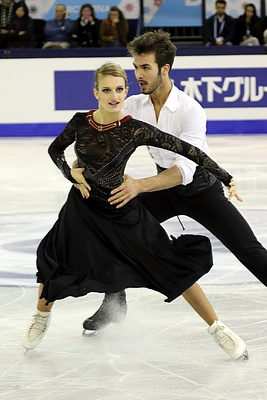
Program krótki Escobilla / Farruca podczas finału Grand Prix 2014

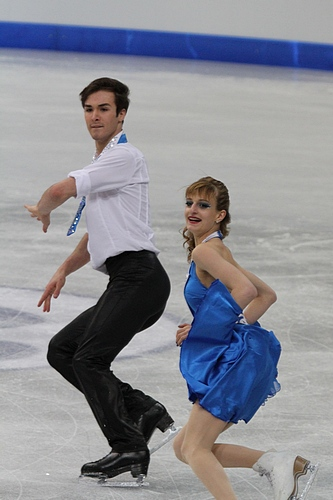
Taniec dowolny na mistrzostwach świata juniorów 2012

| Sezon   | Taniec rytmiczny (RD) | Taniec dowolny (FD) | Pokaz mistrzów |
| ------- | --- | --- | --- |
| 2021–22 | - Made To Love – John Legend - You & I – John Legend choreografia: Romain Haguenauer, Samuel Chouinard | - Elegie – Gabriel Fauré choreografia: Marie-France Dubreuil, Samuel Chouinard                                                      | |
| 2019–20 | - Fame medley: - Quickstep: I Can Do Anything Better Than You Can – S. Linzer, D. Wolfert, aranż. Maxime Rodriguez - Blues: Fame – Michael Gore, Dean Pitchford, aranż. Maxime Rodriguez, Ludivine Amado - Disco: Fame – Irene Cara, oryg. Michael Gore, Dean Pitchford choreografia: Romain Haguenauer, Samuel Chouinard | - Danny – Ólafur Arnalds - Find Me – Forest Black - Suspects – Ólafur Arnalds choreografia: Marie-France Dubreuil, Samuel Chouinard | - For Island Fires and Family – Dermot Kennedy - Power Over Me – Dermot Kennedy |
| 2018–19 | - Tango: Oblivion – Gidon Kremer oryg. Astor Piazzolla - Primavera Porteña – Gidon Kremer oryg. Astor Piazzolla choreografia: Christopher Dean | - Duet – Rachael Yamagata - Sunday Afternoon – Rachael Yamagata choreografia: Stéphane Lambiel, Marie-France Dubreuil               | - Shape of You – Ed Sheeran - Thinking Out Loud – Ed Sheeran choreografia: Christopher Dean |
| Sezon   | Taniec krótki (SD) | Taniec dowolny (FD) | Pokaz mistrzów |
| 2017–18 | - Shape of You – Ed Sheeran - Thinking Out Loud – Ed Sheeran choreografia: Christopher Dean | - Sonata Księżycowa – Ludwig van Beethoven - Adagio sostenuto – Steve Anderson - Presto agitato choreografia: Marie-France Dubreuil | - Gravity – John Mayer - Shape of You – Ed Sheeran - Thinking Out Loud – Ed Sheeran choreografia: Christopher Dean - To Build a Home – The Cinematic Orchestra - Pray You Catch Me – Beyoncé            |
| 2016–17 | - Blues: Bittersweet – Lene Riebau, Maxim Illion - Swing: Diga Diga Doo – Dorthy Fields, Jimmy McHugh | - Stillness – Nest - Oddudua – Aldo Lopez Gavilan - Happiness Does Not Wait – Ólafur Arnalds                                        | - Belvedere – James Gruntz choreografia: Samuel Chouinard |
| 2015–16 | - Waltz: Charms (z filmu W.E.) – Abel Korzeniowski - March: Composition – Karl Hugo - Waltz and March: Charms (z filmu W.E.) – Abel Korzeniowski | - Rain, In Your Black Eyes – Ezio Bosso - To Build a Home – The Cinematic Orchestra                                                 | - DKLA – Troye Sivan - Can't Feel My Face – The Weeknd choreografia: Samuel Chouinard - Belvedere – James Gruntz choreografia: Samuel Chouinard - Adagio from Concerto No. 23 – Wolfgang Amadeus Mozart |
| 2014–15 | - Paso doble: Escobilla – Cristina Hoyos - Flamenco: Farruca – Cristina Hoyos | - Adagio from Concerto No. 23 – Wolfgang Amadeus Mozart                                                                             | - Take Me to Church – Hozier - À Distance – Sylvain Cossette - All by Myself – Céline Dion |
| 2013–14 | - Quickstep: Cool Cat in Town – Tape Five - Foxtrot: Burlesque | - Iron – Woodkid - Run Boy Run – Woodkid - Brotsjor – Olafur Arnalds                                                                | - Million Dollar Man – Lana Del Rey |
| 2012–13 | - Blues: Minnie the Moocher - The Dirty Boogie | - Money – Pink Floyd - Hey You – Pink Floyd                                                                                         | |
| 2011–12 | - Rumba: Mondo Bongo – Joe Strummer & The Mescaleros - Cha Cha: Oye Como Va – Celia Cruz | - Jailhouse Rock – Elvis Presley - So Glad You're Mine – Elvis Presley - Blue Suede Shoes – Elvis Presley                           | - Je dois m'en aller – Niagara |
| 2010–11 | - Waltz: C'était Salement Romantique – Coeur de Pirate | - A Fuego Lento – Horacio Salgan - Rapsodia de Anabal – José Libatella                                                              | |

## Rekordy świata

### Od sezonu 2018/2019
Rekordy świata ustanawiane w skali GOE±5.
| Data                       | Punkty                  | Zawody                        | Uwagi                   |                         |
| Rekordy w nocie łącznej    | Rekordy w nocie łącznej | Rekordy w nocie łącznej       | Rekordy w nocie łącznej | Rekordy w nocie łącznej |
| -------------------------- | ----------------------- | ----------------------------- | ----------------------- | ----------------------- |
| 23 listopada 2019          | 226,61                  | NHK Trophy 2019               |                         |                         |
| 12 kwietnia 2019           | 223,13                  | World Team Trophy 2019        |                         |                         |
| 23 marca 2019              | 222,65                  | Mistrzostwa świata 2019       |                         |                         |
| 26 stycznia 2019           | 217,98                  | Mistrzostwa Europy 2019       |                         |                         |
| 24 listopada 2018          | 216,78                  | Internationaux de France 2018 |                         |                         |
| Rekordy w tańcu dowolnym   |                         |                               |                         |                         |
| 23 listopada 2019          | 136,58                  | NHK Trophy 2019               |                         |                         |
| 12 kwietnia 2019           | 135,82                  | World Team Trophy 2019        |                         |                         |
| 23 marca 2019              | 134,23                  | Mistrzostwa świata 2019       |                         |                         |
| 26 stycznia 2019           | 133,19                  | Mistrzostwa Europy 2019       |                         |                         |
| 24 listopada 2018          | 132,65                  | Internationaux de France 2018 |                         |                         |
| Rekordy w tańcu rytmicznym |                         |                               |                         |                         |
| 22 listopada 2019          | 90,03                   | NHK Trophy 2019               |                         |                         |
| 1 listopada 2019           | 88,69                   | Internationaux de France 2019 |                         |                         |
| 22 marca 2019              | 88,42                   | Mistrzostwa świata 2019       |                         |                         |
| 25 stycznia 2019           | 84,79                   | Mistrzostwa Europy 2019       |                         |                         |
| 23 listopada 2018          | 84,13                   | Internationaux de France 2018 |                         |                         |

### Przed sezonem 2018/2019
Rekordy świata ustanawiane w skali GOE±3.
| Data                     | Punkty                  | Zawody                        | Uwagi                                             |                         |
| Rekordy w nocie łącznej  | Rekordy w nocie łącznej | Rekordy w nocie łącznej       | Rekordy w nocie łącznej                           | Rekordy w nocie łącznej |
| ------------------------ | ----------------------- | ----------------------------- | ------------------------------------------------- | ----------------------- |
| 24 marca 2018            | 207,20                  | Mistrzostwa świata 2018       | Historyczny rekord świata przed sezonem 2018/2019 |                         |
| 20 lutego 2018           | 205,28                  | Igrzyska Olimpijskie 2018     |                                                   |                         |
| 20 stycznia 2018         | 203,16                  | Mistrzostwa Europy 2018       |                                                   |                         |
| 9 grudnia 2017           | 202,16                  | Finał Grand Prix 2017         |                                                   |                         |
| 18 listopada 2017        | 201,98                  | Internationaux de France 2017 |                                                   |                         |
| 4 listopada 2017         | 200,43                  | Cup of China 2017             |                                                   |                         |
| Rekordy w tańcu dowolnym |                         |                               |                                                   |                         |
| 24 marca 2018            | 123,47                  | Mistrzostwa świata 2018       | Historyczny rekord świata przed sezonem 2018/2019 |                         |
| 20 lutego 2018           | 123,35                  | Igrzyska Olimpijskie 2018     |                                                   |                         |
| 20 stycznia 2018         | 121,87                  | Mistrzostwa Europy 2018       |                                                   |                         |
| 18 listopada 2017        | 120,58                  | Internationaux de France 2017 |                                                   |                         |
| 4 listopada 2017         | 119,33                  | Cup of China 2017             |                                                   |                         |
| 1 kwietnia 2017          | 119,15                  | Mistrzostwa świata 2017       |                                                   |                         |
| 31 marca 2016            | 118,17                  | Mistrzostwa świata 2016       |                                                   |                         |
| Rekordy w tańcu krótkim  |                         |                               |                                                   |                         |
| 23 marca 2018            | 83,73                   | Mistrzostwa świata 2018       | Historyczny rekord świata przed sezonem 2018/2019 |                         |